# Sakaide
Sakaide (Japans: 坂出市, Sakaide-shi) is een Japanse stad in de prefectuur Kagawa. In 2014 telde de stad 53.449 inwoners.

## Geschiedenis

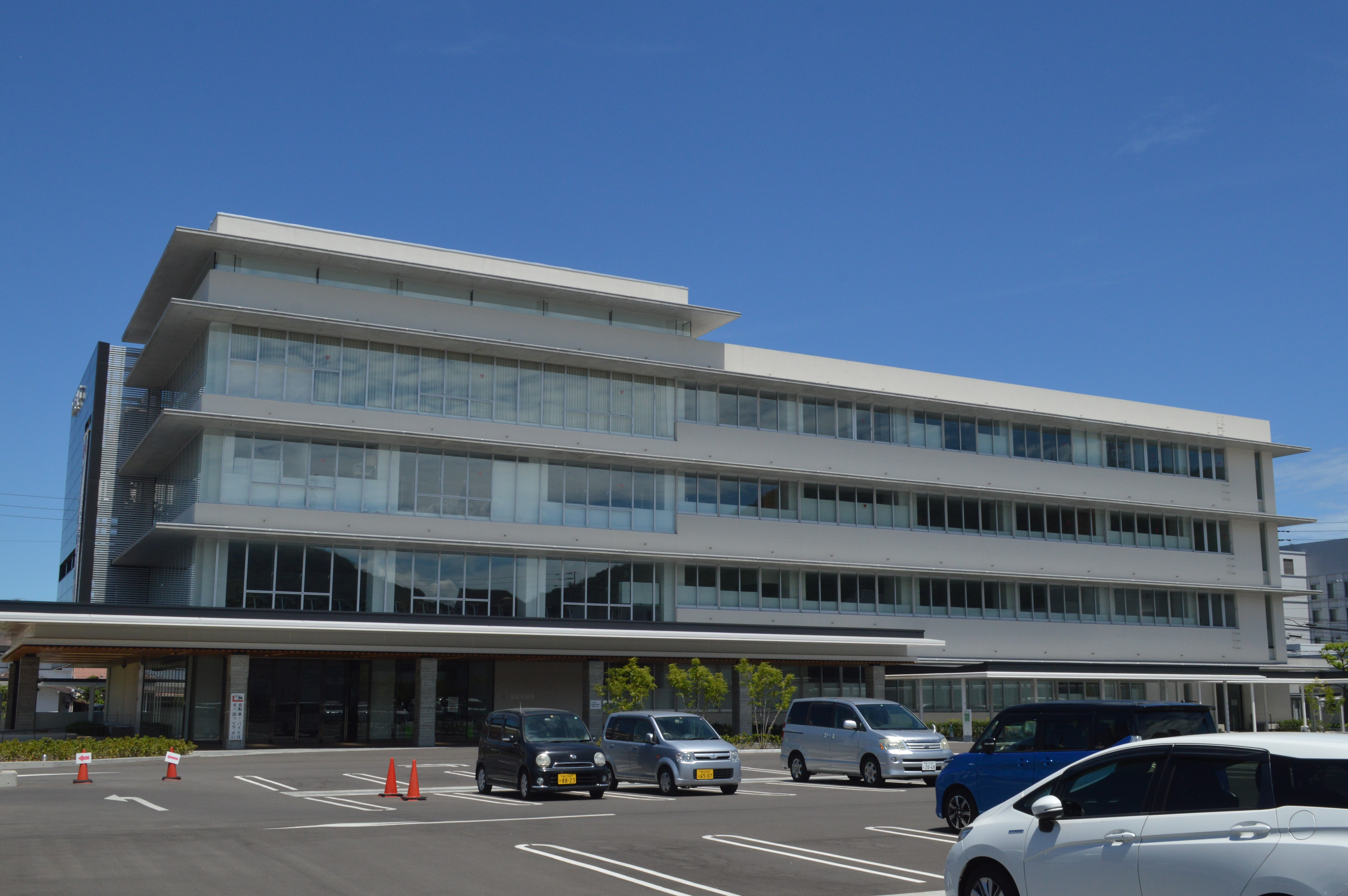
Sakaide City Hall

Op 1 juli 1942 kreeg Sakaide  het statuut van stad (shi). 

## Partnersteden
- Sausalito, Verenigde Staten

Steden:
Higashikagawa · Kanonji · Marugame · Mitoyo · Sakaide · Sanuki · Takamatsu (hoofdstad) · Zentsuji

Districten:
Ayauta · Kagawa · Kita · Nakatado · Shozu
Gemeenten per district